# Polyrhachis burmanensis
Polyrhachis burmanensis är en myrart som beskrevs av Horace Donisthorpe 1938. Polyrhachis burmanensis ingår i släktet Polyrhachis och familjen myror. Inga underarter finns listade i Catalogue of Life.